# Louis Moreau (architecte)
Pour les articles homonymes, voir Louis Moreau et Moreau.
Louis Jean Marie Moreau est un architecte français, né le 20 septembre 1790 à Beaugency et mort à Paris le 17 février 1862. Il est le père de Gustave Moreau.

## Biographie
Fils de Claude César André Moreau du Coudray, maître de postes à Beaugency, et de Magdeleine Louise Gruau, il naquit dans une famille proche de la maison d'Orléans. Louis Moreau entre à l'École des beaux-arts en 1810, il est l'élève de Charles Percier et sort de l'école en 1820.
Il devient de 1827 à 1830 architecte du département de la Haute-Saône, où il dessine de nombreux lavoirs, églises et fontaines : mairie-lavoir de Beaujeu, Bucey-lès-Gy et Dampierre-sur-Salon, lavoir de Breurey-lès-Faverney, fontaine de Ferrières-lès-Scey et de Montbozon, etc. Par sa formation et son admiration pour Palladio, il y mêle inspirations néo-classiques et Renaissance, tout en prenant en compte les traditions locales.
Il revient cependant à Paris et devient de 1832 à 1858 commissaire-voyer d’arrondissement. Il meurt à Paris le 17 février 1862.
Il plaide en 1831 dans Considération sur les beaux-arts pour une meilleure culture artistique des jeunes gens et encourage la carrière de son fils, le peintre Gustave Moreau, en lui offrant la maison du 14, rue de La Rochefoucauld (Paris).

## Réalisations

### Haute-Saône
- Mairie-lavoir de Bucey-lès-Gy, 1827
- Fontaine-lavoir sud de Oyrières, 1827-1830
- Mairie-lavoir de Beaujeu, 1828
- Fontaine du Cygne de Montbozon, 1828
- Mairie-lavoir de Dampierre-sur-Salon[3], 1828
- Fontaine-lavoir circulaire de Recologne-lès-Rioz[4], 1828
- Fontaine Laillet de Montureux-et-Prantigny[5], 1828
- Fontaine de Ferrières-lès-Scey[6], 1829
- Fontaine-lavoir du Rondey à Breurey-lès-Faverney[7], 1830
- Lavoir d'Autet[8], 1830
- Mairie de Combeaufontaine, 1831
- Four banal d'Avrigney, 1833
- Fontaine-lavoir de Cugney[9]

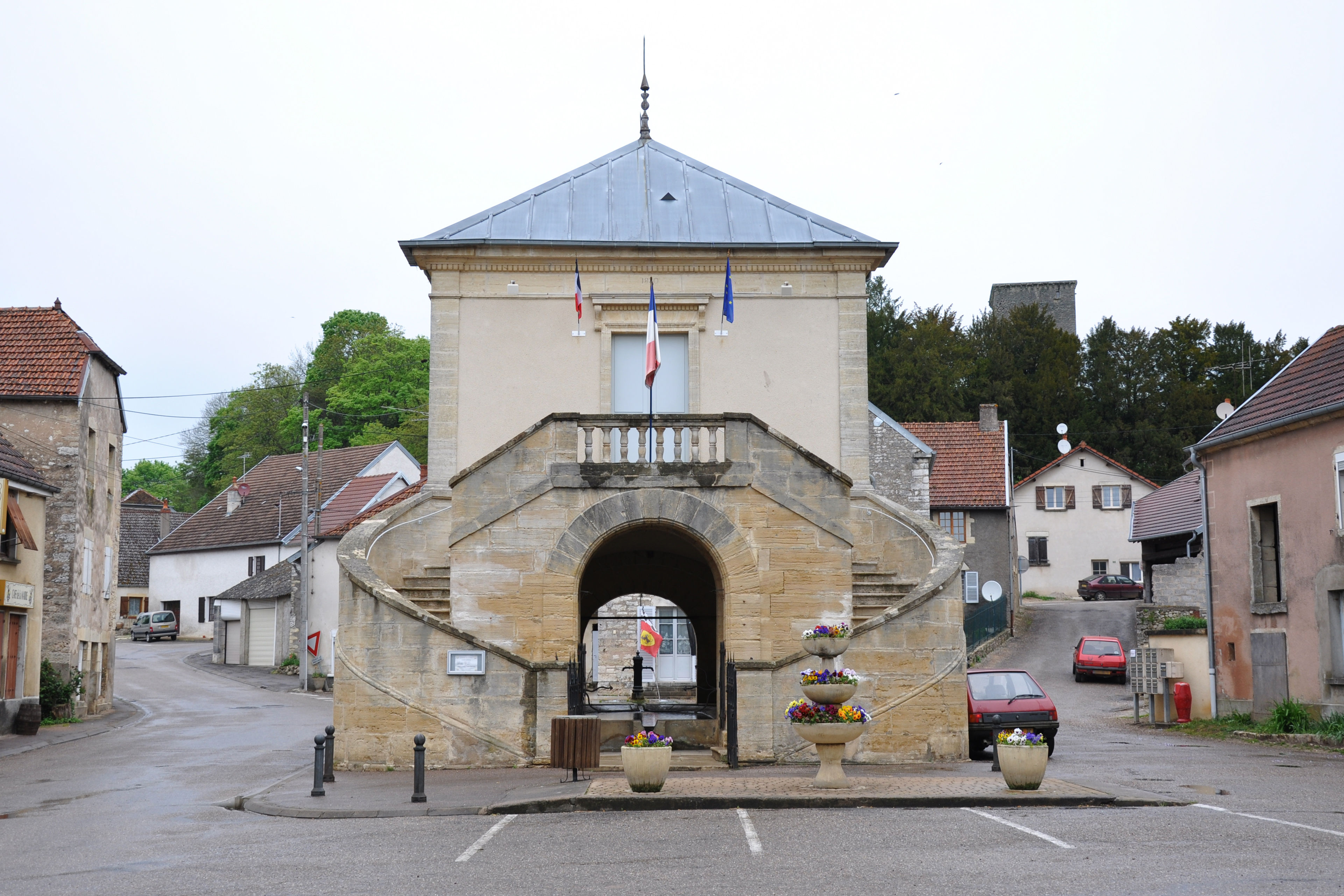
mairie-lavoir de Beaujeu (1828).
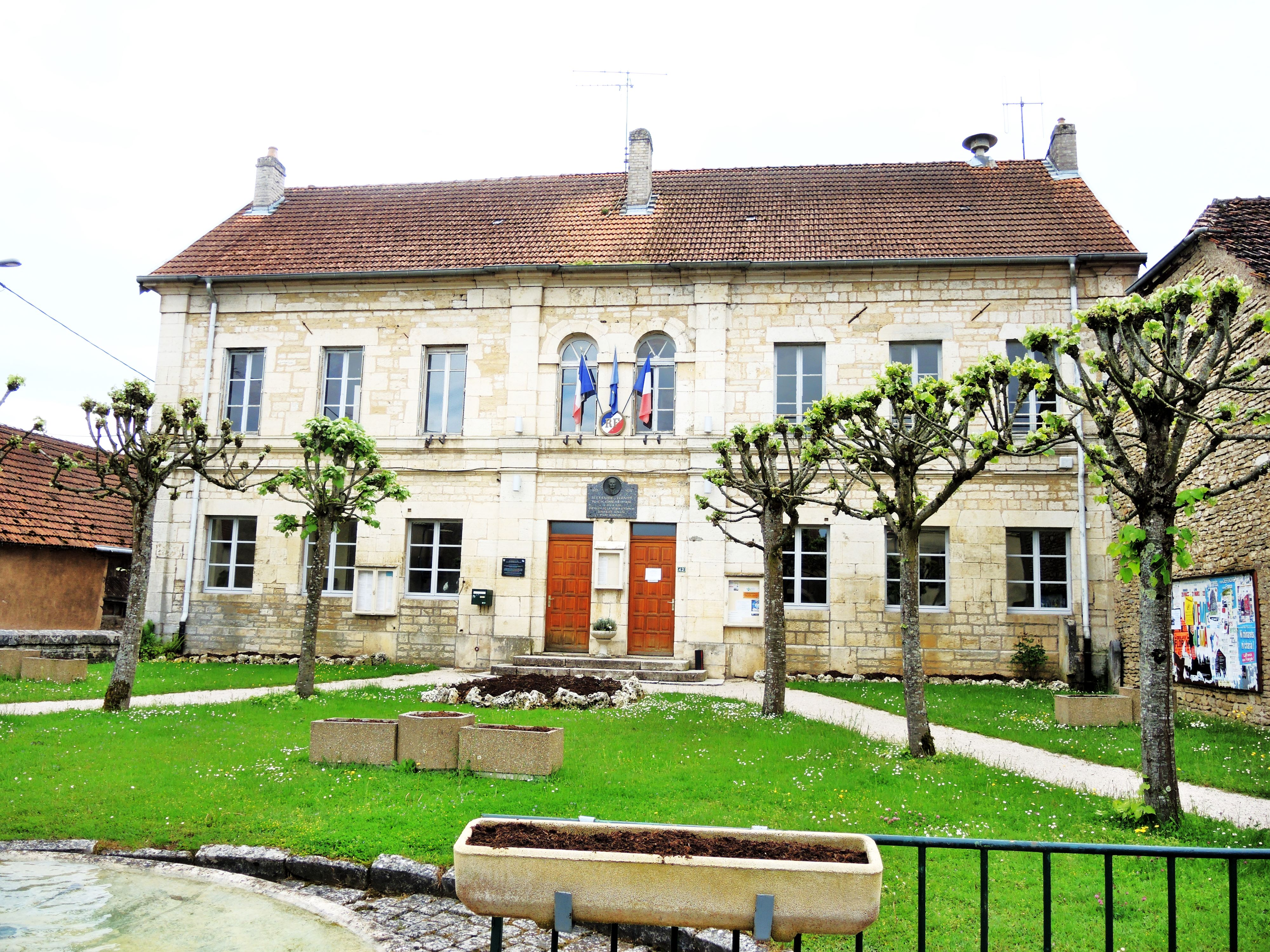
Mairie de Combeaufontaine
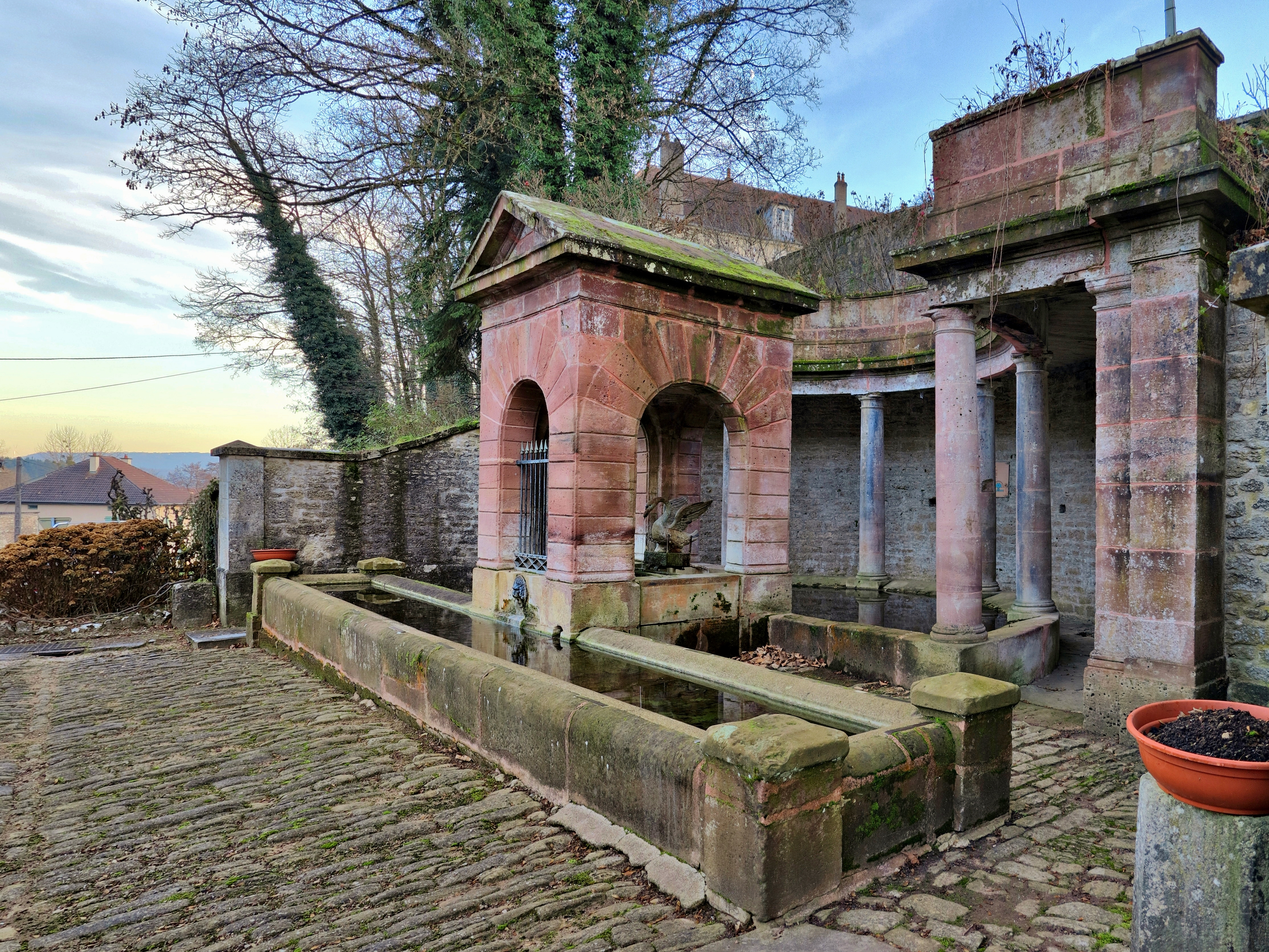
fontaine du Cygne

## Sources
1. 1 2 3 4  Biographie sur le site du musée Gustave-Moreau.
2. ↑  Site de la mairie du IXe arrondissement.
3. ↑  MAff - Herve FERRAND, « Le patrimoine », sur dampierre-sur-salon.fr (consulté le 24 juin 2023).
4. ↑  « Recologne-lès-Rioz (70190) , Canton de Recologne-lès-Rioz, La Haute-Saône, La route des communes », sur routedescommunes.com (consulté le 11 septembre 2020).
5. ↑  « Montureux-et-Prantigny (70100) , Canton de Montureux-et-Prantigny, La Haute-Saône, La route des communes », sur routedescommunes.com (consulté le 11 septembre 2020).
6. ↑  « Ferrières-lès-Scey (70360) , Canton de Ferrières-lès-Scey, La Haute-Saône, La route des communes », sur routedescommunes.com (consulté le 11 septembre 2020).
7. ↑  « Breurey-lès-Faverney (70160) , Canton de Breurey-lès-Faverney, La Haute-Saône, La route des communes », sur routedescommunes.com (consulté le 11 septembre 2020).
8. ↑  « Autet (70180) , Canton d'Autet, La Haute-Saône, La route des communes », sur routedescommunes.com (consulté le 11 septembre 2020).